# Arremon atricapillus
Arremon atricapillus là một loài chim trong họ Emberizidae.